# 더 킹 오브 파이터즈 2002
《더 킹 오브 파이터즈 2002: 챌린지 투 얼티밋 배틀》(The King of Fighters 2002: Challenge to Ultimate Battle, 약칭 KOF 2002)은 SNK의 2002년 아케이드 대전 격투 게임이다. 《더 킹 오브 파이터즈》 시리즈의 9번째 게임으로, 전 SNK 직원들이 세운 플레이모어(전 브레자소프트)가 한국 회사 이오리스와 협력해서 개발했다. 2002년 10월 10일 네오지오 아케이드 기판으로 처음 출시됐다.
《KOF '99》에서부터 도입했던 스트라이커 시스템을 삭제하고 기존의 순수한 3대3 대전방식으로 회귀했다. 《더 킹 오브 파이터즈 '98》처럼 생사여부에 상관없이 네스츠 사가 3부작에 있었던 등장인물들을 고루 출연시킨 '드림 매치'인 점이 특징으로, 이야기가 따로 없이 대전 플레이에 집중했다. 이후 출시된 드림캐스트, 플레이스테이션 2, 엑스박스 버전에선 추가 플레이어 캐릭터가 등장한다. 플레이스테이션 네트워크와 컴퓨터 플랫폼으로도 재출시됐다. 대한민국에는 2005년 4월 7일 메가 엔터프라이즈가 《더 킹 오브 파이터즈 2003》와 엮인 플레이스테이션 2판을 발매했다.
2009년에 플레이스테이션 2로 리메이크 작품 《더 킹 오브 파이터즈 2002 언리미티드 매치》 (The King of Fighters 2002 Unlimited Match)가 출시됐다.

## 게임플레이
《더 킹 오브 파이터즈 '99》에서 소개됐던 4대4 스트라이커 시스템을 버리고 기존 《KOF '98》의 3대3 대전형식으로 회귀했다. 이에 따라 기 게이지도 스톡 시스템으로 되돌아갔다.

### 등장인물
| K' 팀                                           | 아랑전설 팀                               | 용호의 권 팀                                      | 이카리 워리어즈 팀                        | 뉴 페이스 팀                              |
| ----------------------------------------------- | ----------------------------------------- | ------------------------------------------------- | ----------------------------------------- | ----------------------------------------- |
| - K' - 맥시마 - 윕                              | - 테리 보가드 - 앤디 보가드 - 조 히가시   | - 료 사카자키 - 로버트 가르시아 - 타쿠마 사카자키 | - 클락 스틸 - 랄프 존스 - 레오나 하이데른 | - 나나카세 야시로 - 셸미 - 크리스         |
| 일본인 팀                                       | 사이코 솔저 팀                            | 여성부 팀                                         | 한국태권 팀                               | '97 스페셜 팀                             |
| - 쿠사나기 쿄 - 다이몬 고로 - 니카이도 베니마루 | - 아사미야 아테나 - 시이 켄수 - 친 겐사이 | - 시라누이 마이 - 유리 사카자키 - 이진주          | - 김갑환 - 장거한 - 최번개                | - 야먀자키 류지 - 블루 마리 - 빌리 칸     |
| 야가미 팀                                       | 에이전트 팀                               | 네스츠 팀                                         | 기타                                      | 콘솔 추가 인물                            |
| - 야가미 이오리 - 바이스 - 매츄어               | - 바네사 - 라몬 - 세스                    | - 쿨라 다이아몬드 - K9999 - 앙헬                  | - 쿠사나기 - 오메가 루갈                  | - 야부키 신고 - 킹 - 기스 하워드 - 게니츠 |

## 발매
《더 킹 오브 파이터즈 2002》는 네오지오 아케이드 기판으로 2002년 10월 10일 처음 출시됐으며, 같은 해 12월 18일에 가정용 네오지오 콘솔로도 출시됐다. 2003년에 드림캐스트 이식판이, 2005년에는 플레이스테이션 2 및 엑스박스 이식판이 출시됐으며, 이 판에서는 《용호의 권》의 킹이나 《아랑전설》의 기스 하워드 등 아케이드판에 포함되지 않은 플레이어 캐릭터들이 추가됐다.

### 《더 킹 오브 파이터즈 2002 언리미티드 매치》
2009년에 플레이스테이션 2로 리메이크 《더 킹 오브 파이터즈 2002 언리미티드 매치》가 출시됐다. 비슷한 성격의 리메이크인 《더 킹 오브 파이터즈 '98 얼티밋 매치》와는 달리 원작의 스테이지들을 사용하지 않고 3D 그래픽에 2D 이미지를 사용한 완전히 새로운 그래픽으로 무장한 것이 특징이다. 특전으로 네오지오판 원작 《더 킹 오브 파이터즈 20002》도 수록됐다.

## 반응
발매된 주에 일본에서 19,000장의 판매량을 기록했다.